# Trångvattnet
Trångvattnet är en sjö i Strömsunds kommun i Jämtland och ingår i Ångermanälvens huvudavrinningsområde. Sjön har en area på 3,14 kvadratkilometer och ligger 289,9 meter över havet. Sjön avvattnas av vattendraget Kvarnån (Dammån).

## Delavrinningsområde
Trångvattnet ingår i det delavrinningsområde (711525-149180) som SMHI kallar för Utloppet av Trångvattnet. Medelhöjden är 355 meter över havet och ytan är 27,14 kvadratkilometer. Räknas de 8 avrinningsområdena uppströms in blir den ackumulerade arean 105,6 kvadratkilometer. Kvarnån (Dammån) som avvattnar avrinningsområdet har biflödesordning 4, vilket innebär att vattnet flödar genom totalt 4 vattendrag innan det når havet efter 214 kilometer. Avrinningsområdet består mestadels av skog (76 procent). Avrinningsområdet har 3,15 kvadratkilometer vattenytor vilket ger det en sjöprocent på 11,6 procent.